# Talpa romana
La talpa romana (Talpa romana Thomas, 1902) è un mammifero soricomorfo della famiglia dei Talpidi.
Fino alla fine degli anni ottanta la specie è stata considerata una sottospecie dell'affine Talpa europaea: dopo approfonditi esami genetici, attualmente la maggior parte degli studiosi è concorde nel classificare questi animali come specie a sé stante.

## Descrizione

### Dimensioni
Misura fino a 18 cm di lunghezza, per un peso che può superare i 150 g.

### Aspetto
Il pelo è folto e non ha un verso, è di colore nero con aspetto assai lucido e sericeo: nel complesso la specie è assai simile alle altre specie di talpa italiane, dalle quali tuttavia differisce per la corporatura più massiccia (in particolare nella zona scapolare e cranica) e per la maggiore lunghezza delle zampe anteriori, che sono cilindriche e ricoperte di pelo sull'arto, mentre la zampa vera e propria è glabra, così come le zampe posteriori ed il muso, che sono di colore carnicino (quest'ultimo con punta rossiccia e lunghe vibrisse). La palpebra è saldata e ricoperta da pelliccia.

## Biologia
La talpa romana è una specie adattata ad una notevole varietà di ambienti, dai terreni sabbiosi delle dune pleistoceniche alle faggete appenniniche, dal livello del mare fino a 2000 m.
Studi recenti hanno evidenziato notevoli analogie con la biologia di T. europaea, della quale T. romana è considerata vicariante dal punto di vista ecologico e geografico. Ciononostante stanno emergendo alcune peculiarità dell'ecologia comportamentale di T. romana che non hanno trovato riscontro in studi analoghi sulle popolazioni di T. europaea. Queste riguardano principalmente i ritmi di attività, che subiscono maggiori variazioni locali e stagionali, soprattutto in relazione alle forti variazioni del clima mediterraneo, caratterizzato da inverni miti e umidi, alternati con estati torride e secche. Soprattutto la siccità estiva, che determina una condizione temporanea di forte carestia, comporta un generale rallentamento dell'attività, fenomeno non documentato nelle talpe che vivono in zone climatiche più continentali.
Analogamente a quanto descritto in generale per le talpe, la talpa romana è una specie solitaria e territoriale, i cui territori, generalmente più grandi nei maschi, si sovrappongono raramente, ad eccezione del periodo riproduttivo, durante il quale il territorio di un maschio spesso si allarga ad includere quello di una o più femmine confinanti. Le dimensioni dei territori (nei maschi tra 2000 e 3000 m², fino a 7000 m² durante la stagione riproduttiva; nelle femmine tra i 1000 e i 2000 m²) sembrano essere in stretta relazione alle disponibilità trofiche e, per quanto riguarda i maschi, alle esigenze riproduttive. In base ai dati esistenti la dieta della Talpa romana è caratterizzata da uno spettro alimentare più ampio rispetto a quello di Talpa europaea; oltre ai lombrichi si nutre frequentemente di larve di insetti, chilopodi e molluschi. La composizione delle prede varia sia stagionalmente sia in relazione a diversi ambienti e regioni.

## Distribuzione e habitat
Con cinque sottospecie (Talpa romana adamoi, Talpa romana brachycrania, Talpa romana ognevi, Talpa romana romana, Talpa romana wittei, mentre la sottospecie stankovici è attualmente considerata una specie a sé stante, Talpa stankovici) la specie è endemica dell'Italia centro-meridionale (dalla provincia di Grosseto alla provincia di Ancona, a sud fino alla Calabria meridionale) e, con una piccola popolazione, anche in Francia meridionale: la reale appartenenza di quest'ultima popolazione alla specie è tuttavia ancora da verificare. Pare inoltre che nel XIX secolo ne furono rinvenuti degli esemplari in Sicilia, dove la specie attualmente manca del tutto. Attualmente il suo areale risulta in fase di espansione a livello locale verso nord, a discapito di quello di Talpa europaea, il cui areale è confinante con quello di questa specie, anche se raramente animali delle due specie vengono in contatto (parapatria).

La specie colonizza gli ambienti più disparati, dalle aree sabbiose in prossimità del mare alle zone montane, oltre i 2000 m di quota.